# Domaine skiable

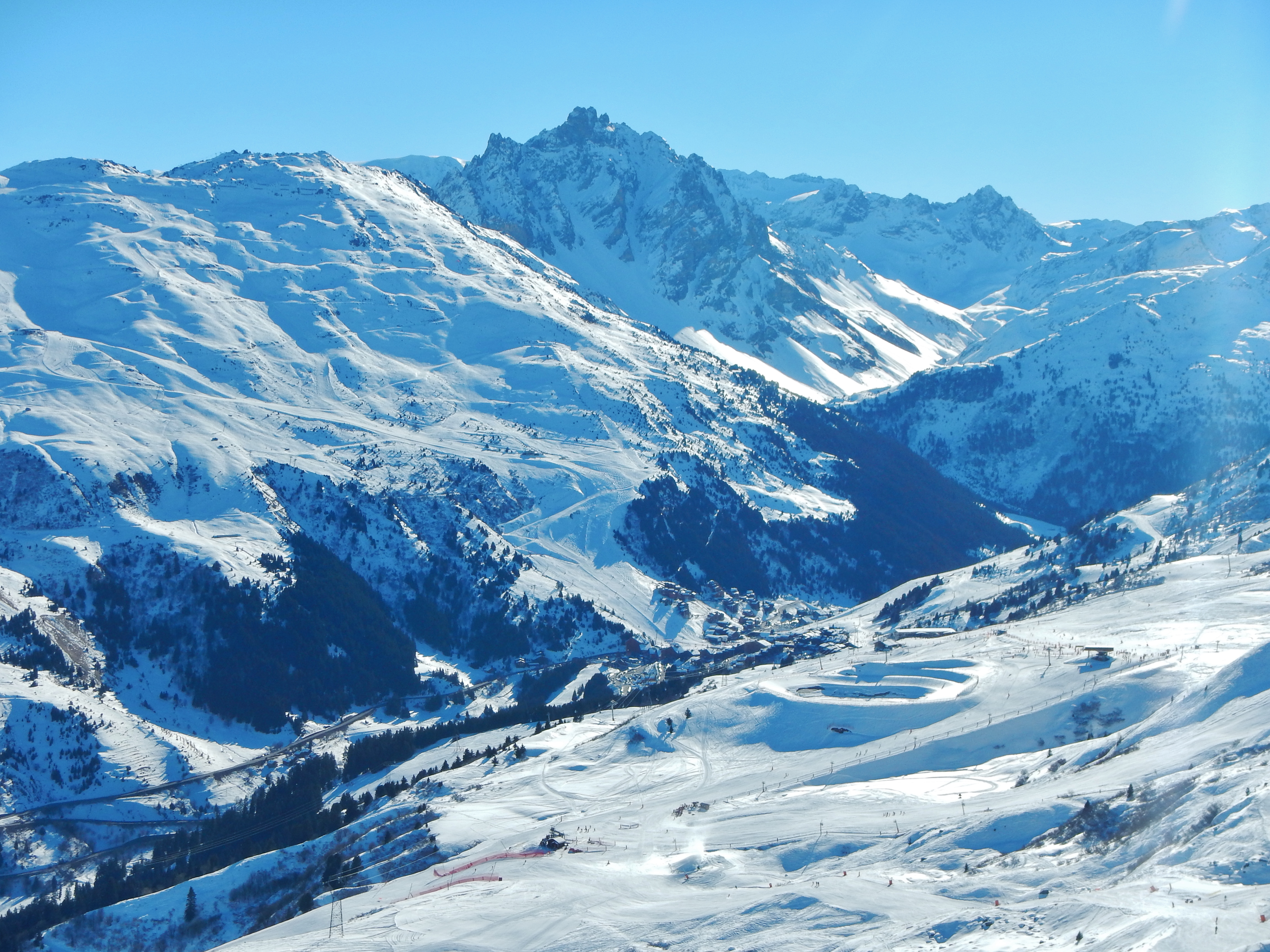
Vue partielle du domaine skiable de Méribel-Mottaret, avec pistes de ski, remontées mécaniques, installations d'enneigement artificiel.

Vue du Dolomiti Superski, le plus grand domaine européen pour le ski alpin.

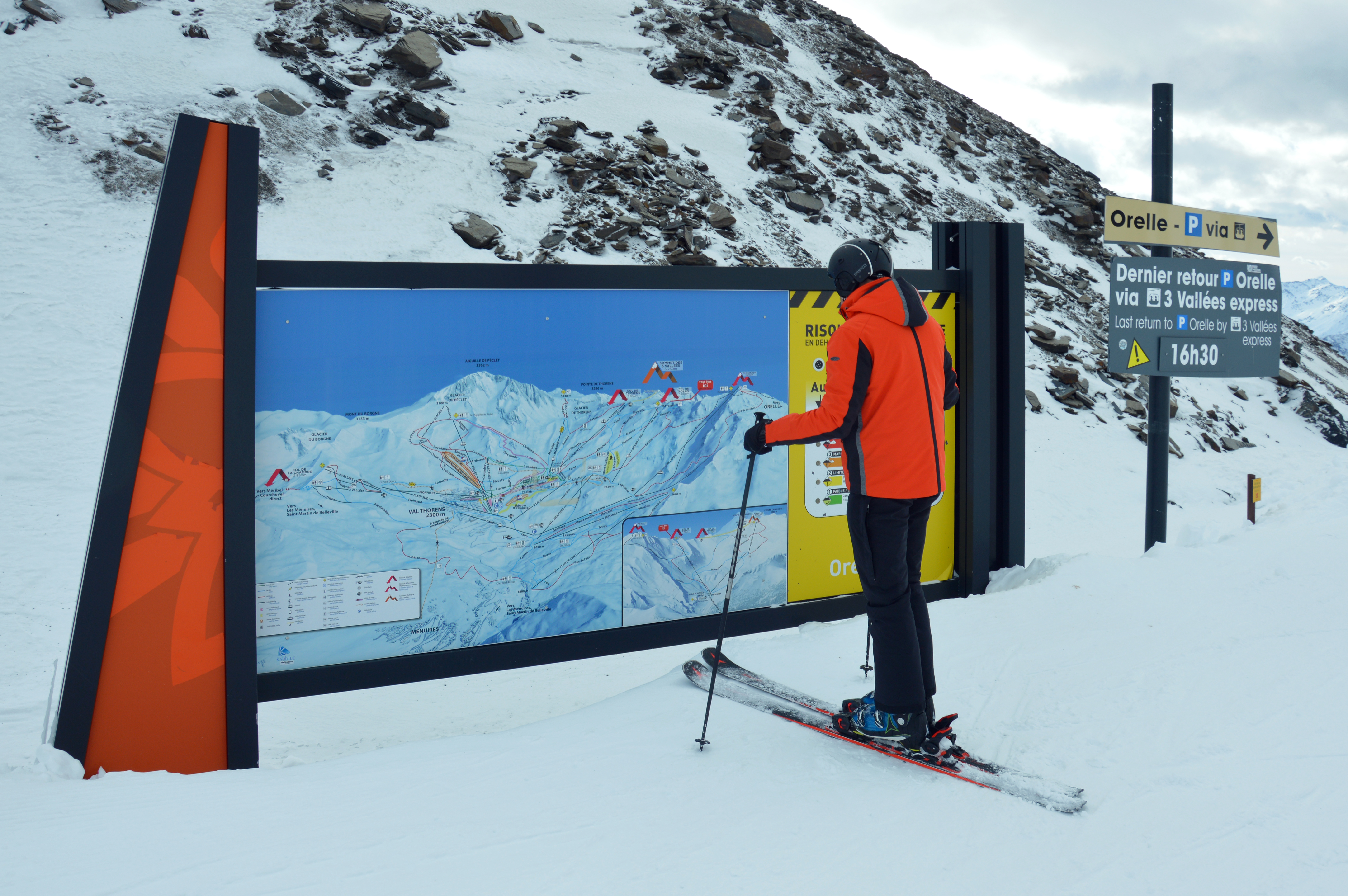
Un skieur consulte une carte du domaine skiable de Val Thorens.

Un domaine skiable est un espace montagnard où l'on peut pratiquer le ski et différents sports de glisse sur la neige, au cours de la saison hivernale ou estivale avec le ski d'été. Il comprend généralement un réseau de pistes de ski associé à un pôle d'hébergement d'une station de sports d'hiver. Il se caractérise par un droit d'accès payant, le forfait, qui permet de bénéficier de l'ensemble des pistes ouvertes du domaine et de leurs installations. En Europe, il est très souvent organisé et géré par les collectivités locales. Il peut s'étendre sur plusieurs communes (ex : La Plagne, l'Alpe d'Huez, Serre Chevalier en France, Alta Badia en Italie, etc.) ou plusieurs pays (ex : Matterhorn ski paradise en Suisse et en Italie, Portes du Soleil en France et en Suisse, etc.). Une commune peut posséder plusieurs domaines skiables (ex : Chamonix-Mont-Blanc, Les Belleville en France, Davos en Suisse, Kitzbühel en Autriche, etc.). Les plus grands domaines skiables relient plusieurs stations de ski (ex : Les Trois Vallées en France; les 4 Vallées en Suisse, Dolomiti Superski en Italie).
Un domaine skiable permet de pratiquer le ski alpin ou le ski nordique,, parfois les deux (ex : Villard-de-Lans en France, Sälen en Suède) mais aussi d'autres disciplines de glisse comme le snowboard, le ski acrobatique, le freeride et d'autres pratiques plus confidentielles comme, par exemple, le Télémark ou le ski de randonnée sur des itinéraires sécurisés au sein du domaine. Il intègre les différents services et équipements nécessaires à son fonctionnement : remontées mécaniques, signalisation, damage, enneigeurs, service d'entretien des pistes et de secours. L'organisation générale du domaine est consultable sous la forme d'un dépliant, le plan des pistes, souvent distribué au moment de l'achat du forfait. Le plan général du site est également disponible sous la forme d'un panneau d'affichage installé au bas des pistes.
Dans le langage courant des skieurs, le domaine skiable désigne l'ensemble des pistes et des remontées qu'ils peuvent emprunter avec un seul forfait (ex : la Sambuy-Seythenex en Haute-Savoie avec ses 4 remontées et ses 9 pistes), sans distinction entre la ou les stations qui leur sont accessibles. Dans un sens plus restreint, un domaine skiable désigne le nom commercial de l'entité administrative réunissant plusieurs stations (ex : l'Espace Killy réunit les stations de Tignes et Val-d'Isère en Savoie).

## Caractéristiques
Un domaine skiable se quantifie par les pistes qui le constituent : superficie (en hectares), linéaire cumulé (en kilomètres), type (difficulté, damage ou non, orientation à l'ombre), dénivelé cumulé (en mètres), par ses altitudes maximales et minimales, et, pour le ski alpin, par ses remontées mécaniques (nombre, type, débit cumulé (en millier de personnes/heure). Il se caractérise aussi par certains équipements particuliers, par exemple stade de slalom, snowpark, piste de skicross ou boardercross, etc, par les installations produisant de la neige de culture, par son ancienneté et par son type d'exploitation.

## Diversité selon les pays
Aux États-Unis, sur chaque plan des pistes, une ligne englobant les pistes et les remontées mécaniques marque la limite du domaine skiable concerné.
En France, le code de l'urbanisme stipule qu'« un domaine skiable est une piste de ski alpin ou un ensemble de pistes qui ont le même point de départ ou qui communiquent entre elles ou qui communiquent par le seul intermédiaire d'une ou de plusieurs remontées mécaniques. La surface du domaine skiable prise en compte est la somme des surfaces des pistes de ski alpin. » La sécurité et les secours y sont assurés par les pisteurs-secouristes,. Les secours y sont payants,. Les propriétés privées peuvent être grevées d'une servitude destinée à assurer le passage, l'aménagement et l'équipement des pistes. Les domaines skiables sont regroupés dans l'organisme Domaines skiables de France.
D'après une étude publiée en 2013, les domaines skiables "gonfleraient" plus ou moins la longueur des pistes cumulée pour leur communication,. Cependant, les méthodes utilisées pour comptabiliser la longueur des pistes restent sujettes à débat, et aucun consensus clair n'a été trouvé. La difficulté réside dans le fait que les stations peuvent comptabiliser la longueur d'une piste de plusieurs manières, en suivant une ligne au milieu de celle-ci ou en s'inspirant du parcours effectué par un skieur avec les zigzags, ce qui a pour effet d'augmenter les chiffres.

## Plus grands domaines skiables en Europe

### Ski alpin
Le tableau donné ci-dessous concerne uniquement les domaines avec des pistes pour le ski alpin, selon les critères suivants :
- La longueur cumulée des pistes donnée par le domaine est d'au moins 300 kilomètres.
- Les pistes prises en compte sont ouvertes au moins 3 mois par an.
- Les pistes sont connectées entre elles grâce à des remontées mécaniques ou des pistes balisées.

L'indication "(pas complètement connecté)" correspond à l’impossibilité d'une connexion interne au domaine avec ski, réalisée alors le plus souvent par une route avec des bus.
| Nom                                            | Pays          | Principales communes / stations                                                                                | Pistes (cumulées) | Pistes (cumulées) | Altitude (m) | Altitude (m) | Remontées mécaniques (Nombre) |
| Nom                                            | Pays          | Principales communes / stations                                                                                | Nombre            | Longueur (km)     | Mini         | Maxi         | Remontées mécaniques (Nombre) |
| ---------------------------------------------- | ------------- | --- | ----------------- | ----------------- | ------------ | ------------ | ----------------------------- |
| Dolomiti Superski (pas complètement connecté)  | Italie        | Cortina d'Ampezzo, Kronplatz, Alta Badia, Val Gardena, Marmolada, Val di Fiemme...                             | 907               | 1200              | 860          | 3265         | 464                           |
| Les Trois Vallées                              | France        | Courchevel, Les Ménuires, Méribel, Val Thorens, La Tania, Brides-les-Bains, Orelle...                          | 335               | 600               | 610          | 3230         | 183                           |
| Évasion Mont-Blanc (pas complètement connecté) | France        | Combloux, Megève, La Giettaz, Saint-Gervais, Saint-Nicolas-de-Véroce, Les Contamines-Montjoie, Hauteluce       | 219               | 650               | 1000         | 2487         | 95                            |
| Portes du Soleil(pas complètement connecté)    | France Suisse | Abondance, Avoriaz, Champoussin, Châtel, Champéry, Les Crosets, Les Gets, Morgins, Morzine, etc.               | 283               | 650               | 1000         | 2466         | 197                           |
| Paradiski                                      | France        | La Plagne, Les Arcs, Champagny-en-Vanoise, Peisey-Nancroix, Montchavin les Coches, Villaroger...               | 242               | 425               | 1250         | 3250         | 160                           |
| 4 Vallées                                      | Suisse        | Verbier, Nendaz, Veysonnaz, Thyon, La Tzoumaz, Bruson                                                          |                   | 412               | 821          | 3330         | 92                            |
| Voie lactée (Via lattea)                       | Italie France | Montgenèvre, Claviere, Cesana Torinese, Sestrières, Pragela, San Sicario, Sauze d'Oulx                         | 244               | 410               | 1350         | 2800         | 89                            |
| Matterhorn ski paradise                        | Suisse Italie | Zermatt, Breuil-Cervinia                                                                                       |                   | 360               | 1524         | 3883         | 54                            |
| Engadin St-Moritz                              | Suisse        | Saint-Moritz, Silvaplana, Sils Maria, Pontresina, Celerina et Zuoz                                             |                   | 350               |              | 3057         |                               |
| Arlberg                                        | Autriche      | Saint-Anton |                   | 340               | 1304         | 2426         | 94                            |
| The Pioneer                                    | Suisse        | Davos - Klosters                                                                                               |                   | 320               | 1191         | 2844         | 59                            |
| Les Sybelles                                   | France        | Le Corbier, La Toussuire, Saint-Sorlin-d'Arves, Saint-Jean-d'Arves, Saint-Colomban-des-Villards, Les Bottières | 124               | 310               | 1100         | 2620         | 76                            |
| Espace Killy                                   | France        | Tignes, Val d'Isère                                                                                            | 154               | 300               | 1550         | 3456         | 89                            |

### Ski nordique
Liste de domaines skiables dédiés au ski nordique avec au moins 100 kilomètres de pistes de ski connectées :
- Engadin St-Moritz : 220 km
- Site nordique du Haut Vercors : 110 km
- Davos - Klosters : 100 km de pistes réservés pour le style classique (alternatif) et 50 km de pistes pour le style libre (skating).